# Grzegorz Eberhardt
Grzegorz Jerzy Eberhardt (ur. 11 kwietnia 1950, zm. 9 września 2014) – polski pisarz, historyk, dziennikarz, felietonista, biograf, filmowiec.

## Życiorys
Rodowity warszawiak, przyszedł na świat w zubożałej rodzinie inteligenckiej, dzieciństwo i młodość spędził na warszawskich Bielanach.  Matka, Dioniza de domo Kisiel, wyznania katolickiego. Ojciec Marian, rocznik 1898 – pierwsze pokolenie urodzone na ziemiach polskich w austriackiej rodzinie peregrynującej po Europie wschodniej za pracą, wyznania ewangelicko-augsburskiego, brał udział w wojnie bolszewickiej w roku 1920 i w III powstaniu śląskim, skończył filozofię na UW, w Polsce międzywojennej zamożny biznesmen, po wojnie utrzymywał rodzinę głównie z korepetycji.
Wychowany w duchu tolerancji religijnej przez rodziców Grzegorz Eberhardt w wieku lat siedmiu  zdecydował się przyjąć wyznanie matki i pozostał do śmierci głęboko wierzącym katolikiem. Z domu rodzinnego Grzegorz Eberhardt wyniósł pasję czytania i głęboką znajomość literatury.
W młodości zaangażował się w ruch hippisowski, zetknął z narkotykami, przez co popadł w konflikt z prawem. Aresztowany i postawiony przed alternatywą – współpraca lub więzienie - wybrał to drugie.
Jako dziennikarz zaczynał pisać w końcu lat sześćdziesiątych w prasie katolickiej.
Około 1975 roku odkryty przez reżysera Bohdana Kosińskiego rozpoczął pracę w Wytwórni Filmów Dokumentalnych i Fabularnych. Współpracował z Krzysztofem Kieślowskim (Gadające głowy), Marcelem Łozińskim (Ćwiczenia warsztatowe, Próba mikrofonu) czy Andrzejem Titkowem. W 1981 r. zakładał Kronikę Filmową "Solidarności", która ostatecznie nie powstała.
W stanie wojennym pracował jako drukarz, dziennikarz i kolporter, współpracował przy wydawaniu Przeglądu Wiadomości Agencyjnych. W latach 1982–85 był drukarzem Tygodnika Wojennego, a w wydawnictwie "Los" szefował ekipie drukarzy.
Zmarł nagle na serce w wieku lat 64. Został pochowany na cmentarzu parafialnym w Legionowie.
Postanowieniem prezydenta Andrzeja Dudy z 24 kwietnia 2018 został pośmiertnie odznaczony Krzyżem Kawalerskim Orderu Odrodzenia Polski.

## Praca
Był także scenarzystą i reżyserem, należał do Stowarzyszenia Filmowców Polskich. Jako uczestnik zespołu dokumentalistów brał udział w najważniejszych wydarzeniach w latach 1980–81; w sierpniowym strajku na Wybrzeżu (podczas realizacji filmu Robotnicy ’80), strajku rolników w Rzeszowie i Ustrzykach oraz wydarzeniach w Bydgoszczy w marcu 1981 (po latach na podstawie nagrań zrealizował wspólnie z Jackiem Petryckim ważny film dokumentalny Czternaście dni. Prowokacja bydgoska). Był członkiem warszawskiego oddziału Solidarności Walczącej.
Znawca i wielbiciel twórczości Józefa Mackiewicza, z którą zetknął się po raz pierwszy w podziemiu jako drukarz, od roku 2000 pracował nad jego biografią. W roku 2008, po ośmiu latach pracy w polskich i szwajcarskich archiwach, wydał monumentalne dzieło  Józef Mackiewicz. Pisarz dla dorosłych. Książka doczekała się trzech wydań i została wyróżniona Literacką Nagroda im. Józefa Mackiewicza i nominacją do nagrody Książka Historyczna Roku im. Oskara Haleckiego w 2009 roku. Przywrócił też polskiemu czytelnikowi postać Karola Wędziagolskiego, którego pamiętniki opracowała ponad 35 lat wcześniej Barbara Toporska, a wydała Polska Fundacja Kulturalna w Londynie. Książka została po raz pierwszy wydana w Polsce przez Iskry w 2007 roku. Był też autorem jednego z ostatnich wywiadów z Markiem Nowakowskim, który znalazł się w zbiorze Okopy Świętej Trójcy, ISBN 978-83-7785-479-2, opublikowanym po śmierci Marka w 2014 roku.
W ostatnich latach pracował nad dwiema nowym książkami: o Stefanie Korbońskim oraz rzeźbiarzu Stanisławie Szukalskim.
Redaktor naczelny Tygodnika Solidarność, Jerzy Kłosiński pisał o nim tak:

Jego ogromne poczucie odpowiedzialności nie pozwalało mu na żadne kompromisy także w pracy pisarskiej. Nie szczędził wysiłku ani czasu, nie przejmował cytatów, a docierał zawsze do oryginalnych materiałów. Kierował się zasadą Mackiewicza, „tylko prawda jest ciekawa“ i nie wahał się tej prawdy przekazywać, nawet narażając się tzw. wpływowym osobistościom życia politycznego i kulturalnego. Był człowiekiem skromnym, ale wyjątkowo ciepłym, uduchowionym, ciekawym ludzi i nawiązującym szybko kontakt intelektualny, wrażliwym na wszystkie smaki, jakie niesie obcowanie z kulturą, mającym swój niecodzienny styl i pasję dociekania prawdy i talent narracyjny, co klasyfikowało go do grona wielkich polskich publicystów

## Twórczość filmowa
Uczestniczył w realizacji siedemnastu filmów, w tym cztery wyreżyserował:
- 2009 Miasto bez Boga (scenarzysta i reżyser wspólnie z Jackiem Petryckim)
- 2008 Czternaście dni. Prowokacja bydgoska
- 1979 Rozkład pożycia
- 1981 Wzywamy Was

był też scenarzystą filmu: 
- Stary Kraków z 1979 roku.

a współpracował przy produkcji:
- 1977 Mały wielki świat, Wiatr jest silniejszy, Zegarek
- 1978 Temat sportowy
- 1979 Cięcie, Jak wiele dróg
- 1980 Gadające głowy, Robotnicy ’80, Próba mikrofonu
- 1981 Chłopi 81, Poręczenie: Z zapisu chwili, Narodziny Solidarności
- 1986 Ćwiczenia warsztatowe

## Wybrana bibliografia autorska
- Pisarz dla dorosłych. Opowieść o Józefie Mackiewiczu (Wydawnictwo "Lena" : Stowarzyszenie "Solidarność Walcząca", Warszawa, 2008; ISBN 978-83-919164-2-1); wznowienie w 2010 i 2013

„Grzegorz Eberhardt udziela odpowiedzi, dlaczego naoczny „świadek Katynia” przez kilkadziesiąt lat żył w nędzy, a dziś pozostaje postacią tak bardzo nieznaną, ale z pewnością odpowiedź ta nie spodoba się wielu osobom. Książka jest bardzo odległa od politycznej poprawności“. "Pasjonujące dzieło, pisane zresztą z pasją, z imponującą panoramą historyczną i geograficzną"  (Maciej Rybiński)
- Puenty (Własna Inicjatywa Wydawnicza "Ego", 1997: ISBN 83-908449-0-7)
- Świat jednak jest normalny (Zysk i S-ka Wydawnictwo, Poznań, cop. 2014; ISBN 978-83-7785-258-3)
- Współautor książki „Ludzie Tygodnika Solidarności“, Wydawnictwo Tysol 2006, ISBN 83-904625-8-3.
- Opublikował niezliczone felietony, głównie w „Tygodniku Solidarność”, „Najwyższy Czas“, „Rzeczpospolita“.